# Vaz/Obervaz
Vaz/Obervaz (Vaz rätoromanska / Obervaz tyska), är en kommun i regionen Albula i den schweiziska kantonen Graubünden.  Kommunen har 2 742 invånare (2023).
Kommunen består av två huvudområden: 
- Den gamla centralbygden, med omkring 500 invånare, som brukar sammanfattas med beteckningen Obervaz. Den består av bergsbyarna Lain, Muldain och Zorten, alla med var sin kyrka, som ligger på en sydsluttning mot Albulafloden.
- Lenzerheide (tyska) / Lai (rätoromanska), kommunens nuvarande centrum, och Valbella ligger runt sjön Heidesee/Igl Lai, i en dal längre upp från den gamla centralbygden. Området var en utmark som förr användes till fäboddrift av bönderna i kyrkbyarna. Vid 1800-talets slut började det utvecklas till en kurort och vintersportort, med allt större bofast befolkning, och idag är 80% av kommunens invånare bosatta här.

## Befolkningsutveckling
Folkökningen hänger samman med turistnäringens utveckling. 2013 hade mer än var femte invånare har utländskt medborgarskap Av dessa är de flesta portugiser (9 %) eller tyskar (6 %).
| Befolkningsutvecklingen i Vaz/Obervaz | Befolkningsutvecklingen i Vaz/Obervaz | Befolkningsutvecklingen i Vaz/Obervaz | Befolkningsutvecklingen i Vaz/Obervaz | Befolkningsutvecklingen i Vaz/Obervaz |
| ------------------------------------- | ------------------------------------- | ------------------------------------- | ------------------------------------- | ------------------------------------- |
|                                       |                                       |                                       |                                       |                                       |
| År                                    |                                       |                                       | Invånare                              |                                       |
| 1850                                  | 1850                                  |                                       | 886                                   | 886                                   |
| 1860                                  | 1860                                  |                                       | 844                                   | 844                                   |
| 1870                                  | 1870                                  |                                       | 813                                   | 813                                   |
| 1880                                  | 1880                                  |                                       | 785                                   | 785                                   |
| 1888                                  | 1888                                  |                                       | 768                                   | 768                                   |
| 1900                                  | 1900                                  |                                       | 868                                   | 868                                   |
| 1910                                  | 1910                                  |                                       | 913                                   | 913                                   |
| 1920                                  | 1920                                  |                                       | 965                                   | 965                                   |
| 1930                                  | 1930                                  |                                       | 1 337                                 | 1 337                                 |
| 1941                                  | 1941                                  |                                       | 1 411                                 | 1 411                                 |
| 1950                                  | 1950                                  |                                       | 1 489                                 | 1 489                                 |
| 1960                                  | 1960                                  |                                       | 1 568                                 | 1 568                                 |
| 1970                                  | 1970                                  |                                       | 2 003                                 | 2 003                                 |
| 1980                                  | 1980                                  |                                       | 2 067                                 | 2 067                                 |
| 1990                                  | 1990                                  |                                       | 2 311                                 | 2 311                                 |
| 2000                                  | 2000                                  |                                       | 2 691                                 | 2 691                                 |
| 2010                                  | 2010                                  |                                       | 2 654                                 | 2 654                                 |
| Källor:                               |                                       |                                       |                                       |                                       |

## Språk
Det traditionella språket är surmeirisk rätoromanska, som förr var hela befolkningens modersmål. Under 1900-talet har dock detta språk alltmer trängts undan på bekostnad av tyska, framför allt som en följd av den omfattande inflyttningen i Lenzerheide och Valbella. På 1960-talet gick tyska om rätoromanska som vanligaste modersmål bland invånarna, och vid senaste folkräkningen (2000) uppgav endast var tionde invånare rätoromanska som huvudspråk, medan var femte kan använda det. Bägge språken är officiella förvaltningsspråk, men i praktiken används uteslutande tyska. Skolundervisningen bedrivs på tyska, men i årskurs ett och två lärs rätoromanska ut som skolämne. 

## Religion
Lain, Muldain och Zorten i den gamla centralbygden har haft varsin kyrka ända sedan senmedeltiden, och de förblev katolska efter reformationen. Lenzerheide och Valbella, som har bebyggts först i modern tid, fick katolska kyrkor 1886 respektive 1977. Den stora inflyttningen har också medfört att var fjärde invånare numera tillhör den reformerta läran, och sedan 1954 finns i Lenzerheide också en kyrka för dem.

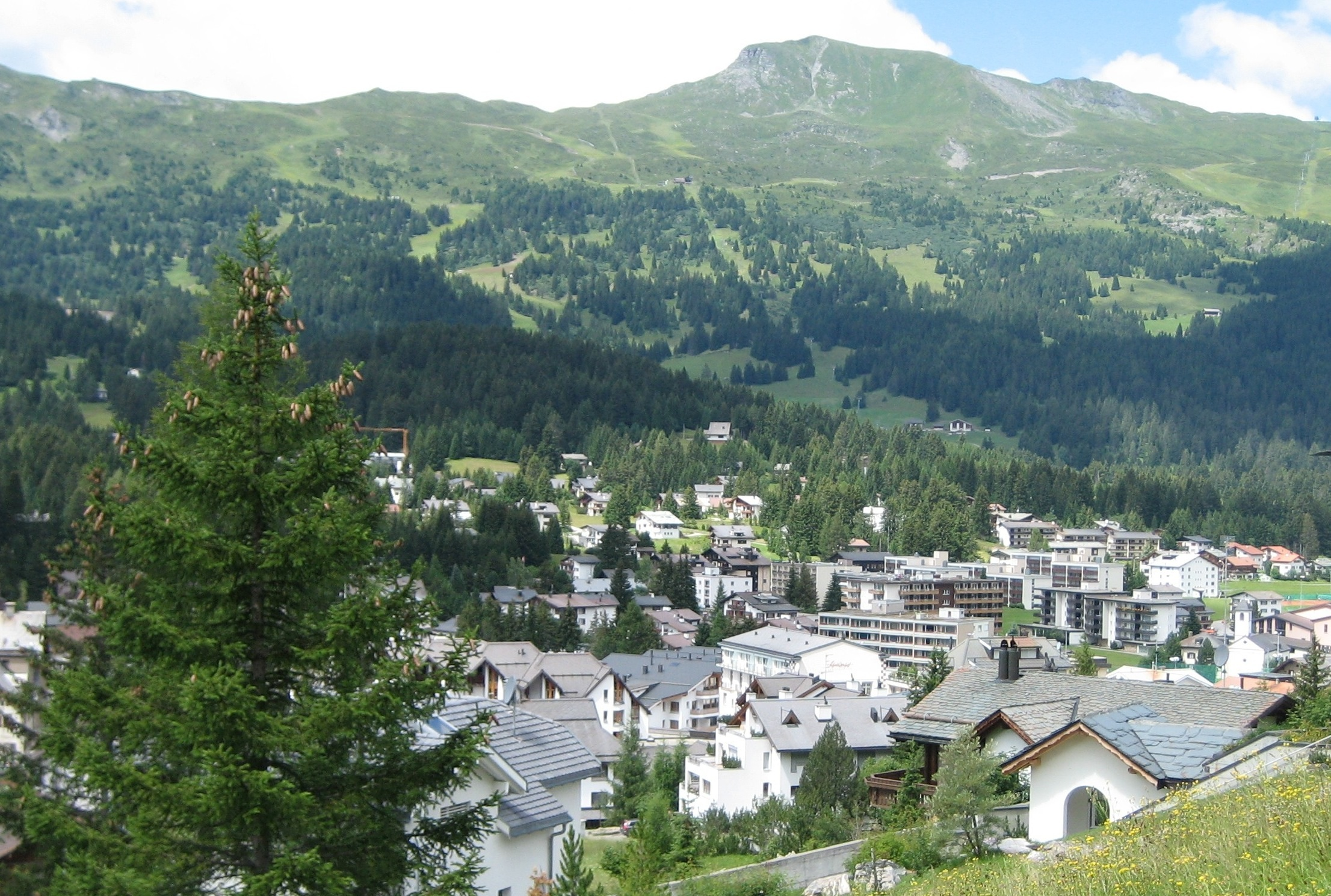
Lai/Lenzerheide